# Dequinha
José Mendonça dos Santos, conhecido como Dequinha, (Mossoró, 19 de março de 1929 — Aracaju, 23 de julho de 1997), foi um futebolista brasileiro que atuou como volante.
Revelado pelo Atlético de Mossoró, jogou a maior parte de sua carreira no Flamengo, onde foi ídolo e é considerado um dos maiores da história do clube na posição. Defendeu também, antes do clube carioca, o Potiguar, o ABC e o América-PE, e depois o Botafogo e o Campo Grande.

## Carreira
Começou sua carreira como ponta-esquerda no Atlético de Mossoró e ao se transferir para o Potiguar se tornou um centromédio. Seu estilo de jogo clássico e refinado chamou a atenção do América pernambucano que o contratou em 1950. Na época o clube tinha como presidente Rubens Moreira, um rubro-negro fanático, que para desespero dos torcedores pernambucanos indicou o jogador para o seu time de coração.
Chegou ao rubro-negro carioca no mesmo ano e se consagrou na década seguinte como um dos maiores ídolos da história do clube. Foi um dos destaques do segundo tricampeonato carioca do Flamengo em 1953/54/55, o capitão do time nos dois últimos títulos e o único jogador a disputar todas as partidas das três campanhas. Suas atuações o levaram à Seleção Brasileira e à Copa do Mundo de 1954. Pelo Brasil, disputou oito partidas e marcou um gol num amistoso contra um combinado colombiano, em maio de 1954, na preparação para a Copa daquele ano. Integrou também a Seleção que excursionou à Europa em meados de 1956.
Jogador muito técnico, de estilo clássico, requintado e de grande qualidade no passe, sucedeu o paraguaio Modesto Bria na posição e mais tarde foi substituído à altura por Carlinhos. Jogou sua última partida pelo Flamengo em setembro de 1959. Teve uma curta passagem pelo Botafogo, pelo qual não chegou a disputar partidas oficiais, e em seguida, encerrou a carreira no Campo Grande em 1962.

## Técnico
Após pendurar as chuteiras teve passagens como técnico por alguns clubes como Sergipe, onde foi tricampeão sergipano em 1970/1971/1972,Desportiva Capixaba, Uberaba, Comercial, Itabaiana e Confiança.

## Morte
Faleceu em 23 de julho de 1997, em Aracaju.

## Títulos

### Como jogador
ABC
- Campeonato Potiguar: 1947

Flamengo
- Campeonato Carioca: 1953, 1954 e 1955
- Torneio Início do Rio de Janeiro: 1959
- Campeonato Carioca de Aspirantes: 1955 e 1956
- Troféu Cidade de Ilhéus:1950
- Copa Elfsborg: 1951
- Torneio Quadrangular de Lima: 1952
- Troféu Cidade de Arequipa: 1952
- Torneio  Quadrangular de Curitiba: 1953
- Troféu Juan Domingo Perón: 1953
- Torneio Quadrangular da Argentina: 1953
- Torneio Internacional do Rio de Janeiro: 1954
- Torneio Internacional Gilberto Cardoso: 1955
- Troféu Embaixador Oswaldo Aranha: 1956
- Taça dos Campeões Estaduais Rio-São Paulo: 1956
- Torneio Internacional do Morumbi: 1957
- Taça Brasília: 1957
- Troféu Ponto Frio Bonzão: 1957
- Troféu Allmänna Idrottsklubben: 1957
- Torneio Quadrangular de Israel: 1958
- Troféu Sporting Clube de Portugal: 1958
- Torneio Hexagonal de Lima: 1959

Seleção Brasileira
- Taça Oswaldo Cruz: 1955
- Taça Bernardo O'Higgins: 1955

### Como treinador
- Campeonato Sergipano: 1970, 1971 e 1972.

## Curiosidades
É citado por Wilson Batista e Jorge de Castro ao lado de Rubens e Pavão em Samba Rubro-Negro.